# Coleophora jaernaensis
Coleophora jaernaensis is een vlinder uit de familie kokermotten (Coleophoridae). De wetenschappelijke naam is voor het eerst geldig gepubliceerd in 2002 door Bjorklund & Palm.
De soort komt voor in Europa.